# کورچاک
کورچاک (لهستانی: Korczak) فیلمی در ژانر زندگینامه‌ای و جنگی به کارگردانی آندری وایدا است که در سال ۱۹۹۰ منتشر شد. از بازیگران آن می‌توان به یانوش بوکوفسکی، وویچیخ پشونیاک، زبیگنیف زاماخوفسکی، ووجیمیژ پرس، وویچیخ اسکیبینسکی، کاتاژینا وانیفسکا، یاتسک دوماینسکی و کریستینا زاخفاتوویچ اشاره کرد.
این فیلم دربارهٔ زندگی یانوش کورچاک است و در بخش مسابقهٔ جشنواره فیلم کن ۱۹۹۰ به نمایش درآمد.